# Castello delle Rocche
Das Castello delle Rocche, auch Rocca Estense genannt, ist eine Burg aus dem 15. Jahrhundert im historischen Zentrum von Finale Emilia in der italienischen Region Emilia-Romagna. Sie liegt an der Ecke des Piazza Roma und der Via Trento e Trieste.
Beim Erdbeben in Norditalien 2012 wurde die Burg ernsthaft beschädigt, im Frühjahr 2013 wurde sie gesichert und die archäologische Abteilung des Stadtmuseums wieder eröffnet.

## Geschichte und Beschreibung

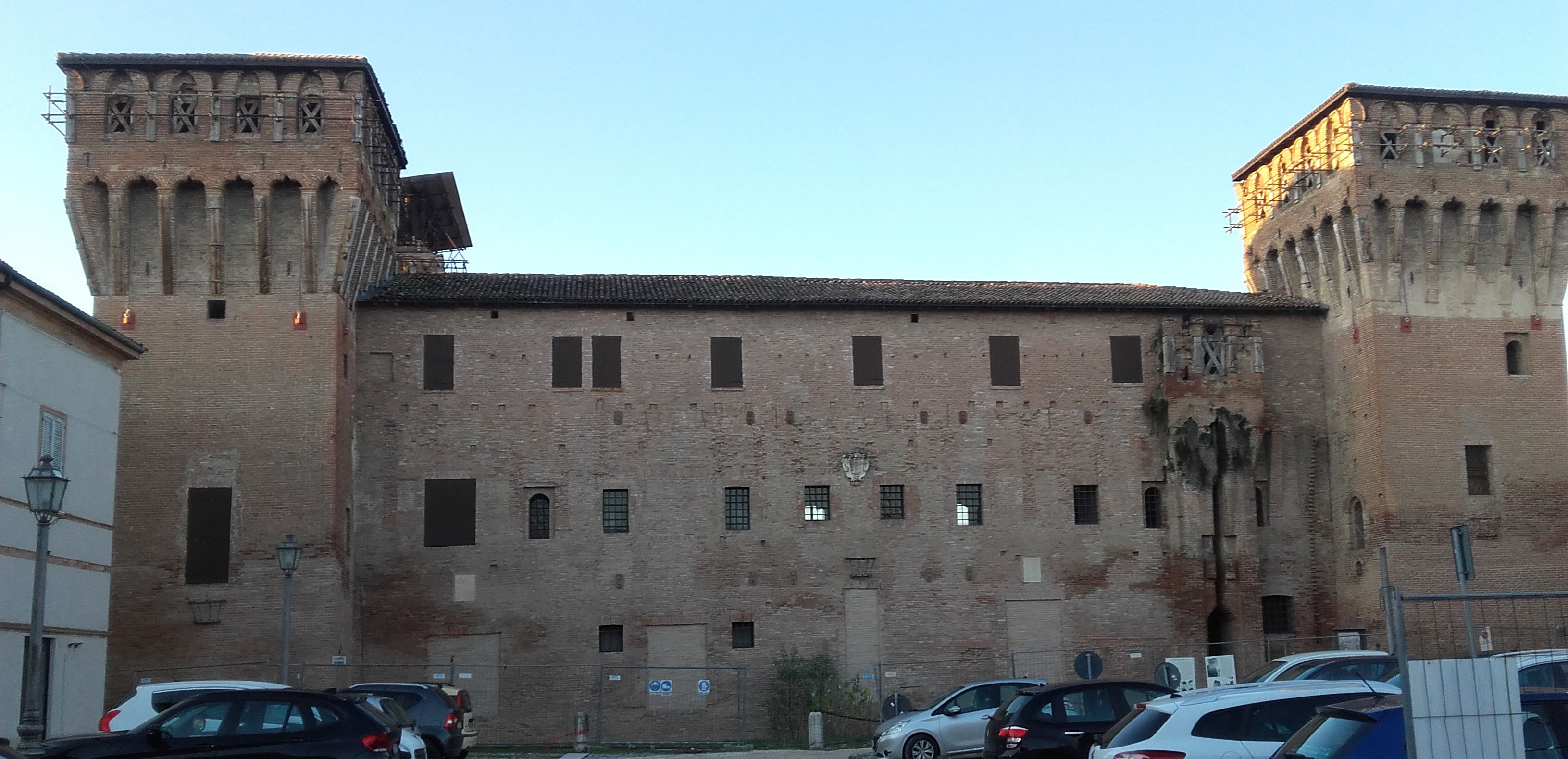
Castello delle Rocche 2021 ohne den mittleren Turm, der 2012 beim Erdbeben eingestürzt ist.

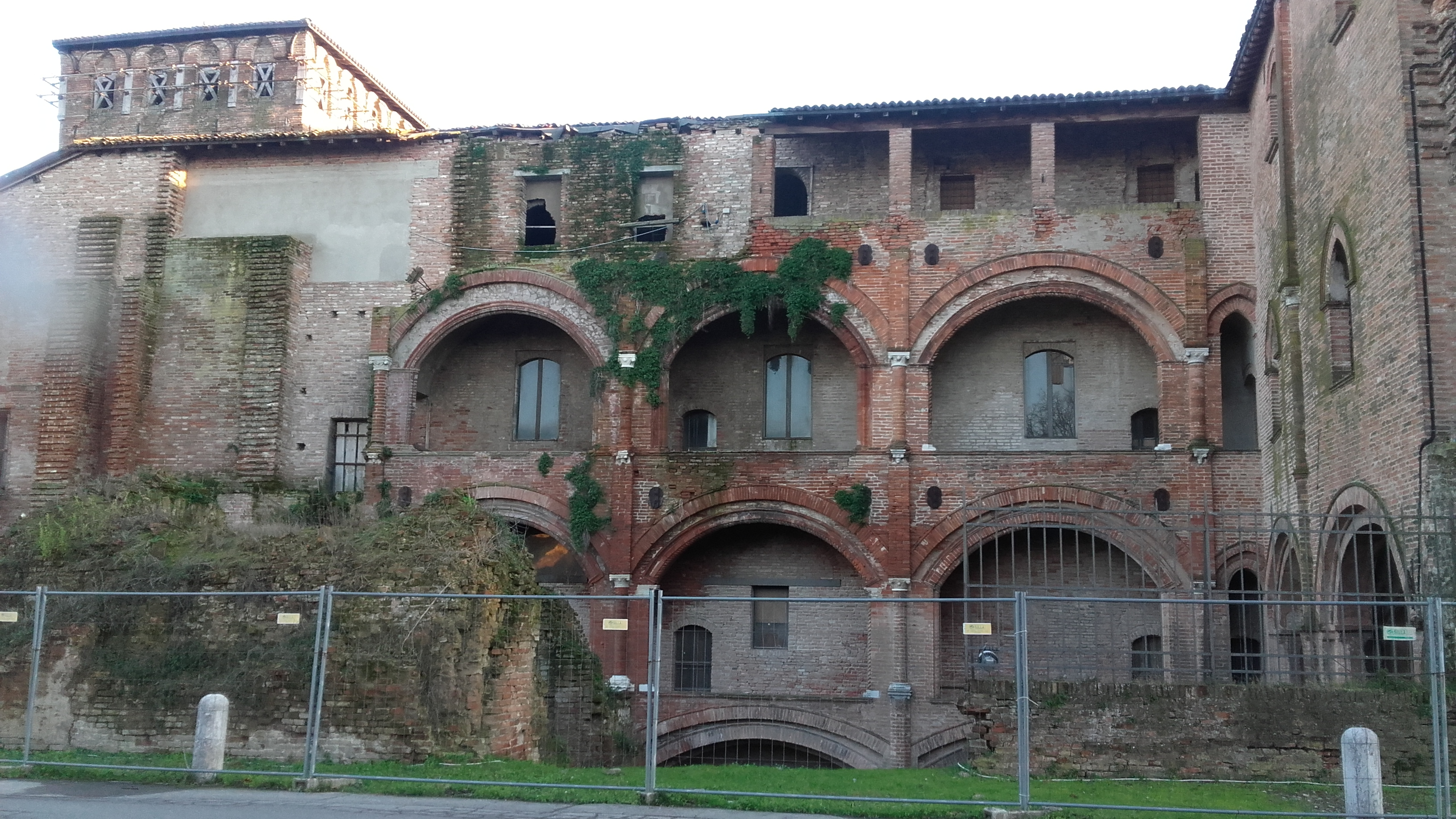
Die Burg 2021 von der Via Trento e Trieste aus

Die Burg, die 1402 (vermutlich auf den Grundmauern einer früheren Befestigung) im Auftrag des Markgrafen von Ferrara, Niccolò III. d’Este, unter der Leitung des Baumeisters Bartolino Pioti da Novara errichtet wurde, bestand aus einem vierseitigen Baukörper, geschützt von einem Bergfried, den vorher Bonifatius von Canossa bauen hatte lassen, und Türmen, aus denen die Adler der D’Estes hervorstachen. Unterhalb des „Torrione“ (Bergfried) floss der Panaro, der auch die Burggräben auf den anderen drei Seiten speiste und den Innenhof schützte, der eine dreifache Loggia enthielt.
1425 wurden Teile der mit Zinnen versehenen Kurtine auf der Seite des Panaro abgerissen, während die Gebäuden innen und außen mit Fresken verziert wurden. Giovanni da Siena ließ das Werk komplettieren, indem er auf der Ostseite einen eleganten Eingang zur Burg vom Wasser aus bauen und die Adler der D’Estes anbringen ließ, von denen einer aus Terrakotta sich heute im Stadtmuseum und der andere aus Sandstein sich am Bergfried befindet.
Gegen Ende des 15. Jahrhunderts wurde die Burg zur Residenz der D’Estes und blieb es bis zum Ende des 18. Jahrhunderts. 1890 wurde der Panaro um die gesamte Stadt herumgeleitet und folglich fiel der Wassergraben um die Burg trocken. Mitte des 19. Jahrhunderts ging die Burg in das Eigentum der Stadt über.

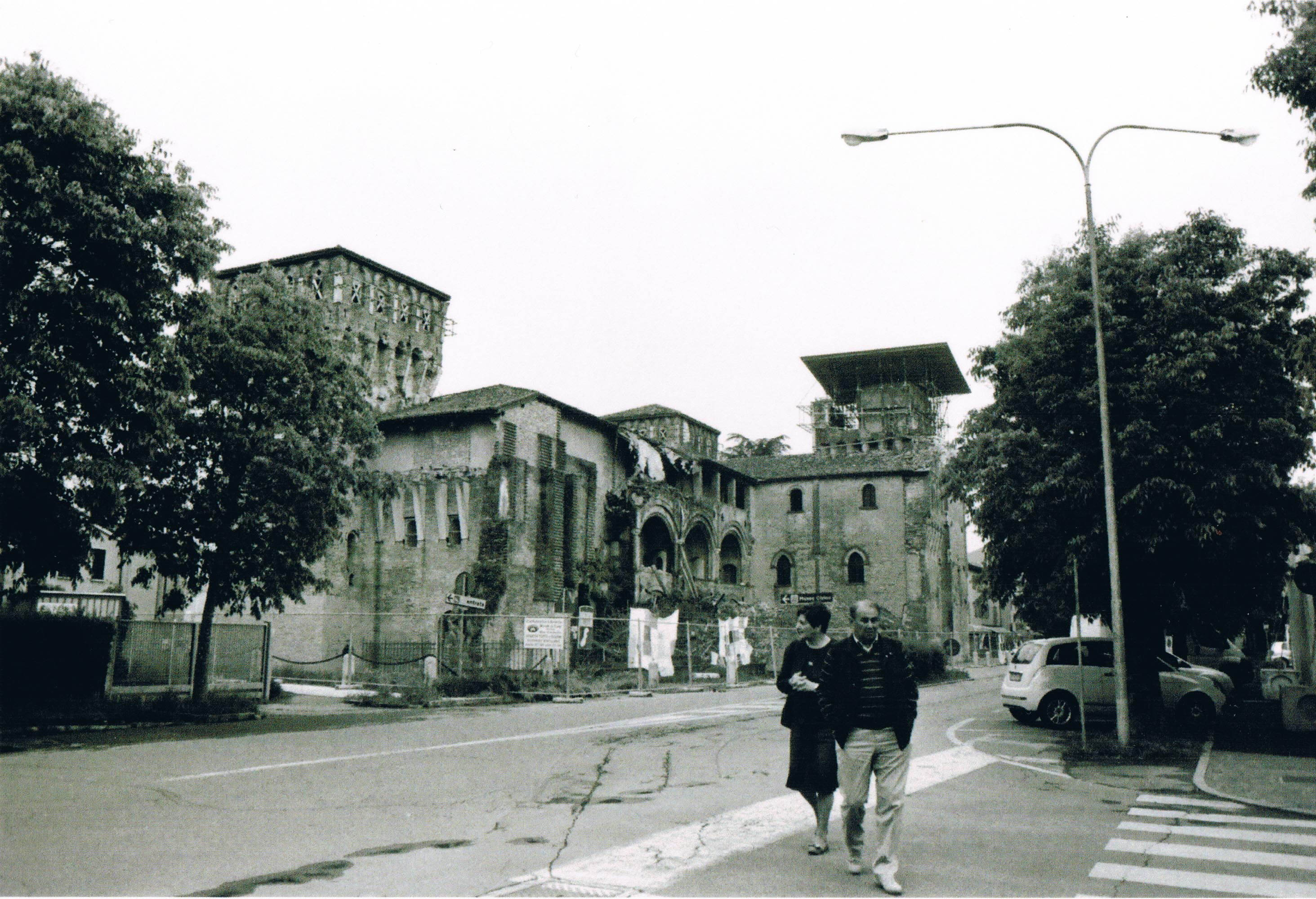
Castello delle Rocche 2013 mit den durch das Erdbeben verursachten Verwüstungen

1896 wurde die Burg einer Reihe von Reparatur- und Restaurierungsarbeiten unterzogen und bis Mitte des 20. Jahrhunderts war dort das Bezirksgefängnis untergebracht. Später wurde ein Projekt zur Verleihung einer öffentlichen Funktion Anfang der 1980er-Jahre durchgeführt.
Beim Erdbeben am 20. Mai 2012 wurde die Burg stark beschädigt und schon in den ersten Monaten des Jahres 2013 wieder gesichert; 2014 wurden € 11,7 Mio. für die Restaurierung bewilligt.